# Muttland

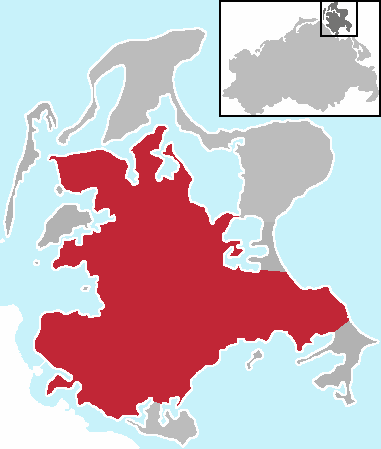
Muttland (na czerwono) na mapie wyspy Rugii

Muttland (wym. [ˈmʊt.lant]) – główna i największa część wyspy Rugii, w niemieckim kraju związkowym Meklemburgia-Pomorze Przednie. Od południa jest ograniczony od stałego lądu cieśniną Strelasund i Zatoką Greifswaldzką. Łączy się na północnym zachodzie z półwyspem Jasmund (poprzez mierzeję Schmale Heide), na południowym wschodzie z półwyspem Mönchgut, a na południu z półwyspem Zudar. Od wyspy Hiddensee oddziela go zatoka Westrügener Bodden, a od półwyspów Bug, Jasmund i Wittow zespół zatok Nordrügener Bodden. Głównym miastem Muttlandu i całej Rugii jest Bergen auf Rügen.